# درع المجتمع الإنجليزي 2015
درع الاتحاد الإنجليزي لكرة القدم 2015 هو مباراة أقيمت بين ناديي أرسينال وتشيلسي في الثاني من أغسطس عام 2015 على أرضية ملعب ملعب ويمبلي في العاصمة البريطانية لندن، وانتهت بفوز أرسنال بهدف مقابل لا شيء سجله الإنجليزي أليكس تشامبرلين.

## مسيرة الفريقين قبل الوصول للمباراة
فاز تشيلسي بالدوري الإنجليزي الممتاز 2014-2015، أما أرسينال ففاز بكأس الاتحاد الإنجليزي 2014-2015 فتأهل الفريقان للبطولة.

## أحداث المباراة
كان مدرب تشيلسي في المباراة البرتغالي خوزيه مورينهو، وكان مدرب أرسينال الفرنسي أرسين فينغر. سجل الإنجليزي أليكس تشامبرلين هدف أرسينال في الدقيقة الرابعة والعشرين، حيث انطلق بسرعة ثم تلقى الكرة من ثيو والكوت وراوغ المدافع الإسباني سيزار أزبيليكويتا وسدد الكرة باتجاه الزاوية اليمنى محرزا الهدف. حاول تشيلسي أن يحرز هدف التعادل بإرسال البرازيلي ويليان كرة عرضية فشل البرازيلي راميريز في توجيهها رأسية نحو المرمى لتمر بجوار القائم الأيمن. وفي الدقيقة 40 سدد لاعب أرسينال آرون رامزي الكرة لكنها اصطدمت بالشباك الخارجية لفريق تشيلسي، وفي الدقيقة 69 سدد لاعب تشيلسي، البرازيلي أوسكار ركلة حرة مباشرة لكن حارس أرسينال بيتر تشيك أبعد الكرة. وفي الدقائق الأخيرة من المباراة هاجم أرسينال مرتين لكن الحارس المكسيكي تيبو كورتوا أنقذ المرمى، لتنتهي المباراة بفوز أرسينال 1-0 وتتويجه باللقب.